# Ponte autostradale di Francoforte sull'Oder
Il ponte autostradale di Francoforte sull'Oder è un viadotto autostradale che varca il fiume Oder al confine fra la Germania e la Polonia, fra la città tedesca di Francoforte sull'Oder e quella polacca di Słubice.
Il ponte è posto lungo la strada europea E30, e rappresenta il punto di congiunzione fra l'autostrada tedesca A12 e quella polacca A2.